# AIM-132 ASRAAM

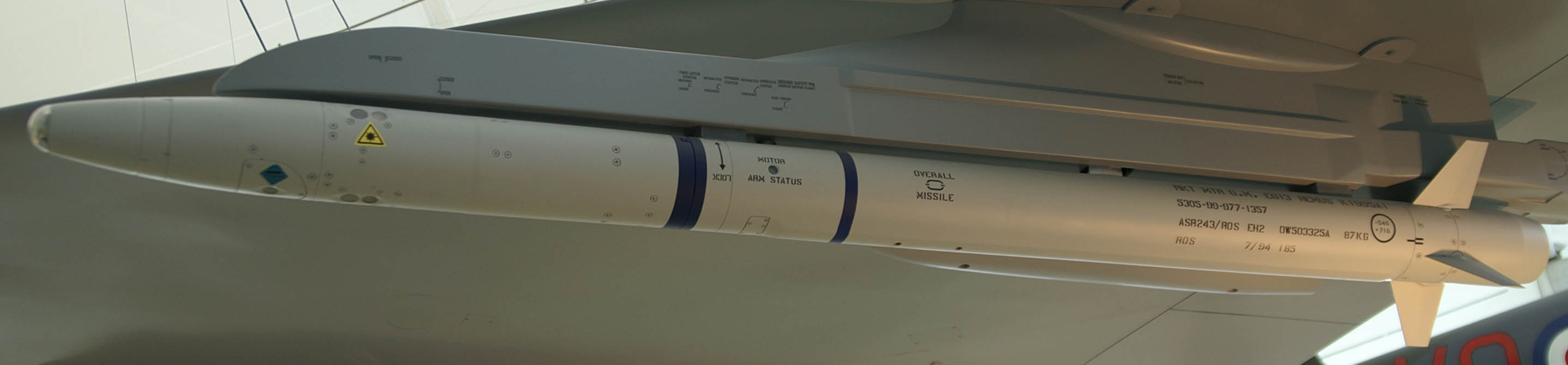
Un missile AIM-132 ASRAAM monté sur un Eurofighter Typhoon.

L’AIM-132 ASRAAM (Advanced Short-Range Air-to-Air Missile), couramment appelé ASRAAM, est un missile air-air britannique à courte portée (0,3 km - 18 km) muni d’un système de guidage à infrarouge conçu par la firme américaine Hughes. 
Le projet ASRAAM, à l’origine issu d’une collaboration anglo-allemande, a finalement été entièrement assumé par le Royaume-Uni. Le missile est entré en service pour l’armée de l’air britannique dès 1998. De plus longue portée et plus rapide que le AIM-9 Sidewinder, l’ASRAAM bénéficie d’un montage identique à ce dernier, ce qui lui permet d’armer tous les avions occidentaux. Ainsi, l’ASRAAM est utilisé par la Royal Air Force depuis 1998 à bord du Panavia Tornado et, ultérieurement, sur le Harrier GR.7. En Australie, il équipe le F/A-18 Hornet. Il a également été choisi par l'Arabie saoudite pour équiper l'Eurofighter Typhoon.

## Histoire
Dans les années 1980, les pays membres de l’OTAN ont signé un protocole d’accord stipulant que les États-Unis s’engageaient à développer un missile air-air de moyenne portée, l’AIM-120 AMRAAM afin de remplacer le AIM-7 Sparrow tandis que le Royaume-Uni et l’Allemagne devraient développer un missile air-air de courte portée, l’AIM-132 ASRAAM, qui devait remplacer le AIM-9 Sidewinder. 
Le Royaume-Uni a commencé la conception de l'ASRAAM en mettant au point le SRAAM/Taildog, un missile de courte portée expérimental conçu par Hawker-Siddeley dans les années 1970. Le contrat SRAAM a cependant été annulé en 1974, à l’exception d’un programme de démonstrateur technologique. À la suite de l’arrêt de la conception du SRAAM, l’équipe, désormais anglo-allemande, a redessiné la cellule, afin d’aboutir à un missile moins manœuvrable, mais doté d’une portée et d’une vitesse démultipliées. En effet, le nouvel ASRAAM n’utilisera pas le système de poussée vectorielle du SRAAM mais, au contraire, des surfaces aérodynamiques conventionnelles grâce à quatre petites ailes-delta situées à l’extrémité arrière du missile. 
Le premier ASRAAM a été livré à la Royal Air Force fin 1998. L’ASRAAM équipe le Tornado GR.4 et l’Eurofighter Typhoon. Il a également été utilisé sur le Harrier GR.7 jusqu’à son retrait des forces. En février 1998, le consortium franco-britannique Matra-British Aerospace a obtenu le contrat de fourniture de l’ASRAAM à la Royal Australian Air Force (RAAF) sur leurs avions F/A-18 Hornet. L’ASRAAM était en compétition avec les missiles Rafael Python 4 israéliens et l’AIM-9X américain. La RAAF a mis en service l’ASRAAM en mars 2009, après le succès du premier tir d’accrochage sur cible.
Début 2016, un certain nombre de missiles ASRAAM ont été envoyés aux États-Unis en vue de préparer l'intégration du missile sur le F35B destiné au Royaume-Uni.

## Caractéristiques
L’autodirecteur du missile comporte une matrice plan focal (imageur infrarouge de résolution 128x128), développée par Hughes. À distance d’acquisition longue, l’ASRAAM résiste aux contre-mesures et peut effectuer un tir d’accrochage sur cible à 90 degrés hors-axe. Il est capable d’identifier des parties spécifiques de l’aéronef ciblé telles que le cockpit ou les moteurs. L’ASRAAM comporte également une capacité d’accrochage après tir (Lock-On After Launch), particulièrement avantageuse pour le transport des missiles en soute interne, comme dans le F-35 Lightning II.

## ASRAAM P31
En 1995, Hughes et British Aerospace (ayant racheté Hawker-Siddeley) ont collaboré pour développer le P31 ASRAAM, une nouvelle version de l’ASRAAM candidate pour l’appel d’offres américain dans le cadre du projet visant à créer le missile AIM-9X. Le P31, proche du missile AIM-132, a la particularité de fonctionner grâce à un système de poussée vectorielle, démultipliant son agilité et lui permettant d'emporter une plus grande charge militaire, respectant ainsi le cahier des charges de l'US Navy pour le programme AIM-9X. C’est la proposition de Hughes qui a remporté l’appel d’offres, avec la même matrice plan focal mais avec le moteur, le détonateur et la charge militaire du AIM-9M. Cela est à mettre sur le compte d’une demande de l’US Air Force, afin de faciliter la logistique et d’économiser en réutilisant autant que faire se peut les 20 000 missiles AIM-9 Sidewinder encore en stock.

## Développements futurs du projet
Lors de la conférence DSEi (Defense Systems & Equipment International Exhibition) de septembre 2007, le ministère de la défense britannique a annoncé le lancement d’une étude par MBDA sur le remplacement des missiles Rapier et Sea Wolf. Ce missile commun, le Common Anti-Air Modular Missile, comporterait des composants communs avec l’ASRAAM et ses évolutions futures, puisqu'il partage l’essentiel de sa cellule avec ce dernier.